# Lista över utmärkelser som mottagits av Felipe VI

Felipes monogram som kung

Spaniens kung Felipe VI har mottagit flera olika utmärkelser redan som kronprins.  

## Titlar
Felipe VI har som kung flera olika titlar. Bland annat är han generalkapten över armén, flottan och flygvapnet (spanska: Capitán general del Ejército de Tierra, de la Armada y del Ejército del Aire), Spaniens högsta militära rang.
Till Felipes titlar hör även kung av Jerusalem och titulärkejsare av Bysantinska riket.

## Orden

### Spanska
Som kungen av Spanien är Felipe stormästaren till alla spanska orden:
- Gyllene skinnets orden
- Karl III:s orden
- Maria-Lovisaorden
- Isabella den katolskas orden
- Civilmeritens orden
- Alfonso X den Vises civilorden
- Sankt Raymond av Peñaforts orden
- Sankt Ferdinands orden
- Militärförtjänstorden
- Sjöförtjänstorden

### Utländska
- Österrikiska förtjänstorden (Österrike, 1995)[7]
- Chilenska förtjänstorden (Chile, 2011)[8]
- Boyacá-orden (Colombia, 2015)[9]
- Elefantorden (Danmark, 2023)[10]
- Terra Mariana-korsets orden (Estland, 2007)[11]
- Italienska republikens förtjänstorden (Italien, 2021)[12]
- Annunziataorden (Italien, 2023)[13]
- Renässansens högsta orden (Jordanien, 1999)[14]
- Mexikanska Aztekiska Örnorden (Mexiko, 2015)[15]
- Sankt Olavs orden (Norge, 1995)[16]
- Serafimerorden (Sverige, 2021)[17]
- Lakandula-orden (Filippinerna, 2007)[18]
- Sikatuna-orden (Filippinerna, 1995)[19]
- Kristusorden (Portugal, 1988)[20]
- Avizorden (Portugal, 1991)[20]
- Torn- och svärdsorden (Portugal, 2016)[20]
- Portugals frihetsorden (Portugal, 2018)[20]
- Kung Abdulaziz-orden (Saudiarabien, 2017)[21]
- Vita elefantens orden (Thailand, 1989)[22]
- Victoriaorden (Storbritannien, 1988)[23]
- Strumpebandsorden (Storbritannien, 2019)[24]
- Serge Lazareff-medalj (NATO, 2018)[25]
- Nederländska Lejonorden (Nederländerna, 2024)[26]
- Oranien-Nassauorden (Nederländerna, 2001)[27]
- Hederslegionen (Frankrike)[28]
- Krysantemumorden (Japan, 2017)[29]
- Adolf av Nassaus civil- och militärförtjänstorden (Luxemburg)[30]
- Heliga gravens orden (Vatikanen, 2022)[31]
- Majorden (Argentina, 2009)[32]
- San Martín Befriarens orden (Argentina)[33]

## Andra utmärkelser
Enligt spanska grundlagen är kungen också den högsta mecenaten till alla spanska kungliga akademier.
Felipe har sedan 2003 varit hedersordförande till fotbollsklubben Atlético Madrid.